# Мотет

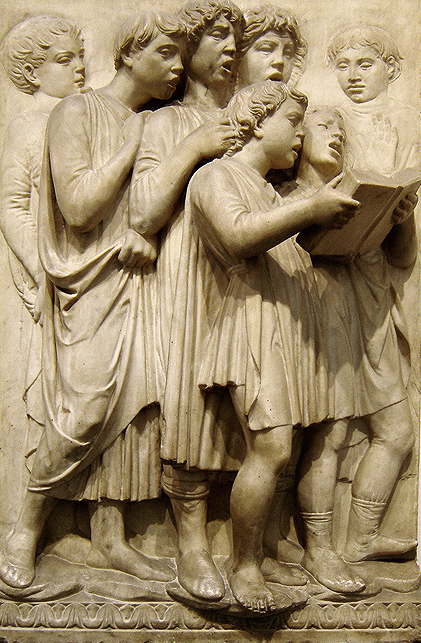
Исполнение мотета.

Моте́т (фр. motet, лат. motetus, motellus, от старофранц. mot — слово) — вокальное многоголосное произведение полифонического склада, один из центральных жанров в музыке западноевропейского Средневековья и Возрождения.

## Общая характеристика
Мотет — универсальный жанр профессионального музыкального искусства. Его культурно-социальное функционирование зависело от содержания распетого в нём текста. Мотеты со стихами духовной тематики звучали как в церкви, так и в светской обстановке (например, при аристократических дворах); мотеты с текстами светской тематики (особенно на «вульгарных» наречиях) в церкви не распевались. 

В отличие от других жанров, практиковавшихся в западной Европе в Средние века и в эпоху Ренессанса, мотет всегда сохранял характер сложной для восприятия, учёной музыки, местом демонстрации профессионального мастерства её создателя. Ещё в XIII веке Иоанн де Грокейо писал о мотете:
Этот вид музыки не следует представлять в присутствии простого народа, который не способен оценить его изысканность и получить удовольствие от слушания. Мотет исполняется для образованных людей и вообще для тех, кто ищет изысканности в искусствах.

## Исторический очерк
История мотета насчитывает около семи веков. В западноевропейской музыке Средних веков и Возрождения этот жанр уступает по значению только мессе. Художественно значимые образцы мотетов можно найти в наследии Пьера де ла Круа, Филиппа де Витри, Гийома де Машо, Дж. Данстейбла, Г. Дюфаи, Й. Окегема, Жоскена Депре, Я. Обрехта, О. Лассо (автор наибольшего в истории музыки числа мотетов) и многих других представителей франко-фламандской школы, Дж. П. Палестрины, Т. Л. де Виктории, Т. Таллиса, У. Бёрда, Г. Шютца, И. С. Баха, А. Вивальди, В. А. Моцарта, Ф. Мендельсона, И. Брамса, А. Брукнера, Ф. Пуленка, Р. Воана-Уильямса, П. Хиндемита.

### Мотет Ars antiqua и Ars nova
Мотет возник в XIII веке во Франции, вероятней всего, из подтекстовки клаузул школы Нотр-Дам. Название «мотет» стали относить к вокальным произведениям, в которых мелодия григорианского хорала (тенор) полифонически соединяется с одной-двумя другими мелодическими линиями (дуплум и триплум). Произведения такого рода стали называться мотетами, когда словесный текст (обозначаемый словом mot) начали переносить в дуплум (называемый поэтому мотетусом), то есть в голос, который ранее просто распевался. В XIII в. мотеты были, как правило, многотекстовыми (иначе их называют политекстовыми), то есть в разных голосах распевались разные тексты, как церковные, так и светские, в том числе на двух разных языках, а именно на латыни и на старофранцузском. 
Трёхголосные политекстовые мотеты, которые содержат два разных текста, именуют «двойными мотетами»; чётырёхголосные с тремя разными текстами — «тройными». Поскольку тенор (первоначально заимствованный из григорианского хорала, позже часто из светского «общеизвестного» песенного репертуара) в рукописях не подтекстован (записан только его инципит), полагают, что его исполнение поручалось музыкальному инструменту.
Французский мотет Ars antiqua, возможно, был первым в истории универсальным жанром, музыкой церковной и светской одновременно. Исследователи полагают, что его исполняли «при дворе, в соборе и в университете». В светской и университетской среде исполнялись любые мотеты. Для церкви, разумеется, годились мотеты только на духовные тексты, содержащие библейские парафразы, молитвенные обращения к Деве Марии и т. п. Кроме того, исключительная техническая сложность мотета вряд ли могла восприниматься «на слух» в рядовом приходе; церковные мотеты приурочивались к большим праздникам и историческим событиям, они исполнялись для просвещённой паствы в капеллах кафедральных соборов (как, например, Нотр-Дам-де-Пари), или в небольших церквах, «зарезервированных» под свои нужды аристократией.
Наиболее значительные образцы мотета Ars antiqua содержатся в Бамбергском кодексе и Кодексе Монпелье; в большинство своём эти мотеты анонимны, по имени известны Пьер де ла Круа и Адам де ла Аль. В первой половине XIV века мотеты писал Филипп де Витри. Крупнейший автор мотета периода Ars nova — француз Гийом де Машо. Для Машо мотет был своеобразной творческой лабораторией, в которой он ставил изысканные композиционные эксперименты, в том числе в области изоритмии. Сохранилось несколько десятков анонимных мотетов Ars nova, также преимущественно французских (для итальянской профессиональной музыки XIV века мотеты несвойственны).

#### Правила идентификации
Для идентификации политекстового мотета Ars antiqua и Ars nova приводят инципиты текстов в порядке триплум, мотетус (дуплум), тенор, разделяя их косой линией («слэшем»). Например, ссылка на мотет Машо Lasse! Comment oublieray / Se j'aim mon loyal ami / Pour quoy me bat mes maris? означает, что триплум начинается словами Lasse! Comment oublieray, мотетус — Se j'aim mon loyal ami, тенор — Pour quoy me bat mes maris? («отчего меня бьёт мой муж», основа мелодии тенора — популярная во Франции песенка). Следует также иметь в виду нестабильную орфографию текстов (особенно старофранцузских) в нотных рукописях, поэтому нередко орфографические варианты любители средневековой музыки принимают за разные мотеты, в то время как они относятся к одному и тому же музыкальному произведению.

### Ренессансный мотет
В отличие от средневекового, ренессансный мотет писали только на духовный текст на латинском языке, единый для всего произведения. Однако и в этой форме сохранялась неодновременность распева текста в разных голосах — чаще всего это являлось результатом широкого применения имитаций, и подобная особенность стала характернейшим признаком жанра мотета вообще. Сборники мотетов со второй половины XVI века часто назывались «духовными песнями» (Cantiones sacrae), как, например, сборники Климента-не-Папы, Бёрда, Джезуальдо и многих других «мотетных» композиторов.
Так называемые «духовные мадригалы» (итал. madrigali spirituali) эпохи Возрождения, например, Палестрины, Лассо или Монтеверди, с точки зрения техники композиции — те же мотеты, но сочинённые на итальянские (а не на латинские) тексты. Стилевая модель итальянского духовного мадригала в конце XVI и в первой половине XVII веков распространилась за пределы Италии. Пример духовных мадригалов, написанных по итальянской модели, но с текстами на родном языке —— сборник Шейна «Израильский источник» («Israelis Brünnlein», 1623).

### Мотет от барокко до наших дней
В эпоху барокко, когда большое распространение получили инструментальные жанры, роль мотета перешла к кантате, то есть к вокально-инструментальной форме. Однако и чисто вокальный мотет продолжил своё существование. Пышные мотеты (в том числе, с аккомпанементом инструментов) сочинялись к разного рода торжествам, и среди их авторов были крупнейшие мастера эпохи, в том числе, Ж.Б. Люлли, М.А. Шарпантье, Ж.Ф. Рамо и И.С. Бах. 